# The Cookout
The Cookout (Brasil: Churrasco da Pesada / Portugal: Loucura Na Brasa) é um filme de comédia de 2004, dirigido por Lance Rivera. O filme é coescrito por Queen Latifah, e é também o filme de estreia de sua mãe Rita Owens no cinema. Este foi o último filme de Farrah Fawcett, devido à sua morte em 2009.

## Sinopse
Todd Andersen (Quran Pender) é um jogador de basquete universitário que assinou um contrato milionário com o time New Jersey Nets . Devido a essa nova situação, ele foi obrigado a se mudar para um bairro chique por insistência de sua namorada, Brittany (interpretada por Meagan Good). Em um esforço para manter as tradições familiares, sua mãe decide realizar um churrasco na casa nova e convidar toda a família. No entanto, a chegada dos familiares e as situações que eles criam acabam causando problemas com os novos vizinhos de Todd.

## Elenco
- Quran Pender — Todd Andersen (Storm P.)
- Jenifer Lewis — Lady Em/Emma Andersen
- Meagan Good — Brittany
- Ja Rule — Bling Bling/Percival "Assmackey" Ashmokeem
- Jonathan Silverman — Wes Riley
- Tim Meadows — Leroy
- Farrah Fawcett — Mrs. Crowley
- Ruperto Vanderpool — Wheezer
- Frankie Faison — JoJo Andersen
- Vincent Pastore — Horse shit salesman (credited as "Poo Salesman")
- Eve — Becky
- Danny Glover — Judge Crowley
- Queen Latifah — Security Guard
- Roberto Roman — Danny
- Reg E. Cathey --- Frank Washington
- Jerod Mixon — Willie
- Jamal Mixon — Nelson
- Gerry Bamman — Butler
- Wendy Williams — Piers Gabriel

## Bilheteria
O filme teve sua estreia em 1.303 cinemas, e abriu em 8º lugar na bilheteria com um faturamento bruto de $5.000.900,00. Depois de sete semanas, terminou sua exibição com um faturamento interno bruto de $11,814,019 e fez $195,051 a partir de países estrangeiros, para um total de $12,009,070 em todo o mundo.

## Recepção da crítica
Os comentários do filme foram em geral negativos, conquistando 5% no Rotten Tomatoes, levando o consenso "Bem-humorado, mas preparado com uma ausência de ofício, The Cookout é uma coleção de piadas requentadas". No Metacritic, o filme mantém uma pontuação de 15 em um máximo de 100, com base em 14 críticos, indicando "revisões geralmente desfavoráveis".

## Sequencia
Em 3 de setembro de 2011, uma sequencia, The Cookout 2 estreou na BET. Quran Pender, Ja Rule e Frankie Faison eram os únicos membros do elenco para reprisar seus papéis. Apesar do título, o próprio enredo não é sobre um churrasco em si. A apresentadora Wendy Williams teve uma breve aparição como repórter Piers Gabriel no original. Na sequência, ela faz uma aparição especial como ela mesma. Charlie Murphy coestrela no filme como treinador, o irmão de Bling Bling. O rapper Rick Ross também faz uma participação especial no filme.